# Latta
Latta és una població dels Estats Units a l'estat de Carolina del Sud. Segons el cens del 2000 tenia 1.410 habitants.

## Demografia
Segons el cens del 2000, Latta tenia 1.410 habitants, 580 habitatges i 399 famílies. La densitat de població era de 523,5 habitants/km².
Dels 580 habitatges en un 25,9% hi vivien nens de menys de 18 anys, en un 43,6% hi vivien parelles casades, en un 21,4% dones solteres, i en un 31,2% no eren unitats familiars. En el 29,7% dels habitatges hi vivien persones soles el 15,7% de les quals corresponia a persones de 65 anys o més que vivien soles. El nombre mitjà de persones vivint en cada habitatge era de 2,43 i el nombre mitjà de persones que vivien en cada família era de 3,01.
Per edats la població es repartia de la següent manera: un 24% tenia menys de 18 anys, un 8,9% entre 18 i 24, un 23,8% entre 25 i 44, un 25,2% de 45 a 60 i un 18,2% 65 anys o més.
L'edat mediana era de 41 anys. Per cada 100 dones de 18 o més anys hi havia 68,3 homes.
La renda mediana per habitatge era de 25.833$ i la renda mediana per família de 36.406$. Els homes tenien una renda mediana de 30.714$ mentre que les dones 19.583$. La renda per capita de la població era de 17.451$. Entorn del 16,5% de les famílies i el 21,2% de la població estaven per davall del llindar de pobresa.

## Poblacions més properes
El següent diagrama mostra les poblacions més properes.